# Pierre-Marie Deloof
Pierre-Marie Deloof (Bruges, 29 settembre 1964) è un ex canottiere belga.

## Palmarès

### Olimpiadi
- 1 medaglia:
  - 1 argento (Los Angeles 1984 nel due di coppia)